# كاليبر (فلم)
كاليبر (بالإنجليزية: Calibre) هو فيلم إثارة تم إنتاجه في المملكة المتحدة وصدر سنة 2018، من بطولة جاك لودين ومارتن مكان.

## القصة
تُمتحن جسارة وأخلاق صديقين لمدى العمر بلا رحمة أثناء رحلة صيد في «اسكتلندا» بعد تحوّل مروّع للأحداث.

## وصلات خارجية
- مقالات تستعمل روابط فنية بلا صلة مع ويكي بيانات

- كالبري على IMDb
- كالبري على Rotten Tomatos
- كالبري على Netflix